# Liste der Einträge im National Register of Historic Places im Ottawa County (Oklahoma)
Diese Liste der Einträge im National Register of Historic Places im Ottawa County (Oklahoma) enthält alle im Ottawa County, Oklahoma in das National Register of Historic Places eingetragenen Gebäude, Bauwerke, Objekte, Stätten oder historischen Distrikte.
Diese Liste entspricht dem Bearbeitungsstand des National Park Service/National Register of Historic Places vom 11. Oktober 2024.

## Legende
| NRHP | Historic Place             |
| HD   | National Historic District |

## Aktuelle Einträge
| [ 2 ] | Name                                                     | Bild                                                     | Eintragsdatum                  | Lage | Ort       | Beschreibung |
| ----- | -------------------------------------------------------- | -------------------------------------------------------- | ------------------------------ | --- | --------- | ------------ |
| 1     | Cities Service Station                                   |                                                          | 23. Feb. 1995 ID-Nr. 95000039  | an der Straßenkreuzung der 1st Street und der Central Avenue 36° 41′ 33,2″ N, 94° 57′ 56,2″ W                         | Afton     |              |
| 2     | Coleman Theatre                                          | weitere Bilder                                           | 19. Mai 1983 ID-Nr. 83002114   | 103 N. Main Street 36° 52′ 34″ N, 94° 52′ 39″ W                                                                       | Miami     |              |
| 3     | George L. Coleman Sr. House                              | George L. Coleman Sr. House                              | 9. Mai 1983 ID-Nr. 83002113    | 1001 Rockdale Street 36° 53′ 0″ N, 94° 51′ 40″ W                                                                      | Miami     |              |
| 4     | Commerce Building/Hancock Building                       | Commerce Building/Hancock Building                       | 9. Mai 1983 ID-Nr. 83002115    | 103 E. Central 36° 52′ 28″ N, 94° 52′ 35″ W                                                                           | Miami     |              |
| 5     | Dobson Family House                                      | Dobson Family House                                      | 8. Juni 2011 ID-Nr. 11000340   | 106 A St., SW 36° 52′ 24″ N, 94° 52′ 43″ W                                                                            | Miami     |              |
| 6     | Horse Creek Bridge                                       | Horse Creek Bridge                                       | 23. Feb. 1995 ID-Nr. 95000040  | an der Kreuzung der ehemaligen U.S. Route 66 und dem Horse Creek 36° 41′ 49″ N, 94° 57′ 23″ W                         | Afton     |              |
| 7     | John Patrick McNaughton Barn                             | weitere Bilder                                           | 27. Dez. 1991 ID-Nr. 91001903  | Ottawa County Road 137, nördlich vom Oklahoma State Highway 10 36° 53′ 53″ N, 94° 47′ 7″ W                            | Quapaw    |              |
| 8     | Miami Downtown Historic District                         | weitere Bilder                                           | 29. Mai 2009 ID-Nr. 09000357   | zwischen der N. Main St., S. Main St., E. und W. Central Avenue und der SE. A Street 36° 52′ 29″ N, 94° 52′ 39″ W     | Miami     |              |
| 9     | Miami Marathon Oil Company Service Station               | weitere Bilder                                           | 23. Feb. 1995 ID-Nr. 95000041  | 331 S. Main Street 36° 52′ 11″ N, 94° 52′ 37″ W                                                                       | Miami     |              |
| 10    | Miami Original Nine-Foot Section of Route 66 Roadbed     | Miami Original Nine-Foot Section of Route 66 Roadbed     | 9. Feb. 1995 ID-Nr. 94001610   | von der Straßenkreuzung der E St., SW. und 130th Street bis zur ehemaligen U.S. Route 66 36° 49′ 22″ N, 94° 54′ 31″ W | Miami     |              |
| 11    | Modoc Mission Church and Cemetery                        | Modoc Mission Church and Cemetery                        | 15. Feb. 1980 ID-Nr. 80003293  | südöstlich von Miami 36° 51′ 53″ N, 94° 39′ 43″ W                                                                     | Miami     |              |
| 12    | Narcissa D-X Gas Station                                 |                                                          | 5. Dez. 2003 ID-Nr. 03001240   | 15050 S. U.S. Route 69 36° 48′ 3″ N, 94° 55′ 36″ W                                                                    | Miami     |              |
| 13    | Nine Tribes Tower                                        |                                                          | 21. Juni 2022 ID-Nr. 100007856 | 205 B St. NE 36° 52′ 41,9″ N, 94° 52′ 32,2″ W                                                                         | Miami     |              |
| 14    | Ottawa County Courthouse                                 |                                                          | 3. März 2004 ID-Nr. 04000122   | 102 East Central 36° 52′ 27″ N, 94° 52′ 33″ W                                                                         | Miami     |              |
| 15    | Peoria Indian School                                     | Peoria Indian School                                     | 21. März 1983 ID-Nr. 83002116  | östlich von Miami 36° 54′ 52″ N, 94° 44′ 31″ W                                                                        | Miami     |              |
| 16    | Peoria Tribal Cemetery                                   | Peoria Tribal Cemetery                                   | 21. März 1983 ID-Nr. 83002117  | östlich von Miami 36° 54′ 1″ N, 94° 45′ 39″ W                                                                         | Miami     |              |
| 17    | Riviera Courts-Motel                                     | Riviera Courts-Motel                                     | 27. Mai 2004 ID-Nr. 04000524   | westlich der Main Street an der U.S. Route 69 36° 51′ 56″ N, 94° 54′ 1″ W                                             | Miami     |              |
| 18    | Tri-State Zinc and Lead Ore Producers Association Office | Tri-State Zinc and Lead Ore Producers Association Office | 7. März 2003 ID-Nr. 03000097   | 508 N. Connell Avenue 36° 59′ 28″ N, 94° 49′ 52″ W                                                                    | Picher    |              |
| 19    | Isaiah Walker House                                      |                                                          | 20. März 2017 ID-Nr. 100000769 | 69491 E. 134th Road 36° 49′ 19,1″ N, 94° 38′ 1,9″ W                                                                   | Wyandotte |              |